# Oğuz Savaş
Oğuz Savaş (Balıkesir, 13 de juliol de 1987) és un jugador de bàsquet turc. Té 2,13 m. També juga a la selecció turca, l'equip amb el qual ha guanyat una medalla d'argent al Campionat del Món de bàsquet masculí de 2010.